# مجموعة سيرا القابضة
مجموعة سيرا القابضة (كانت تعرف سابقا باسم مجموعة الطيار للسفر) هي شركة سعودية أنشئت في 1979/04/30م كمؤسسة فردية بتاريخ 1979م وحولت لشركة ذات مسئولية محدودة في عام 1997 وإلى شركة مساهمة مغلفة بتاريخ 2 مايو 2005 ثم أدرجت في سوق الأسهم السعودية في 4 يوليو 2012. في 14 أبريل 2019، قررت الجمعية العامة تغيير اسم الشركة إلى «مجموعة سيرا القابضة».

## أعضاء مجلس الإدارة
- محمد بن صالح بن حسن الخليل، رئيس مجلس الإدارة.[3]
- عبد الله بن ناصر بن عبد الله آل داوود، العضو المنتدب.

## نشاطات الشركة
- جميع الخدمات المتعلقة بالسفر والسياحة والشحن وتأجير السيارات، بما في ذلك: الحجز وإصدار التذاكر على جميع خطوط الطيران .
- كما تقوم بتقديم خدمات النقل الجوي والبحري والبري، وخدمات نقل الركاب داخل المدن وضواحيها.

## نتيجة
- بلوغ رأسمال «مجموعة الطيار للسفر» إلى ملياري ريال، وهو أكبر رأسمال لشركةٍ تعمل في صناعة السفر والسياحة في المنطقة ككل.
- حصول «مجموعة الطيار للسفر»، على شهادة (آيزو 2008/9001)، من قبل شركة «مودي إنترناشونال» وقد تم اعتماد هذه الشهادة عن طريق (هيئة الاعتماد البريطانية UKAS).
- حصول «مجموعة الطيار للسفر» على توكيل عام لمبيعات «الشبكة العالمية لخدمات شركات الطيران».

## جوائز
- جائزة أفضل مشغل للسياحة من الحكومة الماليزية للعامين 2004م و2005م على مستوى الشرق الأوسط.
- الفوز بجائزة أفضل وكيل لـ«الخطوط الجوية العربية السعودية» لأعوام عدة، كان ٍآخرها في العام 2008م.

## الوضع المالى للشركة
لقد ارتفعت مبيعات الشركة من 1513 مليون ريال في العام 2005م، إلى 3069 مليون ريال في العام 2009م، وبمعدل زيادة سنوية بلغ 41%. وارتفعت أرباح الشركة من (54.6) مليون ريال في العام 2005م لتصبح (395.6) مليون ريال في العام 2009م، أي بمتوسط زيادة سنوية بلغت 130%. أما رأس المال، فقد زاد من 150 مليون في العام 2004م إلى 800 مليون ريال في العام 2009م.
وفي 5 مارس 2024 أعلنت مجموعة سيرا القابضة عن إتمام عملية بيع أسهمها البالغة 1.25 مليون سهم تقريبا في شركة "أوبر تكنولوجيز" مقابل 380 مليون ريال.